# Mareșal (chasseur de chars)
 (février 2025).
Le chasseur de chars Mareșal est un concept de chasseur de chars développé dans le royaume de Roumanie pendant la Seconde Guerre mondiale. C'est un véhicule similaire au chasseur de chars allemand Hetzer. Six prototypes (M-00, M-01, M-02, M-03, M-04, M-05) ont été construits entre décembre 1942 et janvier 1944. Les prototypes ont été confisqués par l'armée soviétique en 26 octobre 1944, en invoquant les conditions de l'armistice survenu après l'entrée de la Roumanie dans le camp des alliés.

## Développement

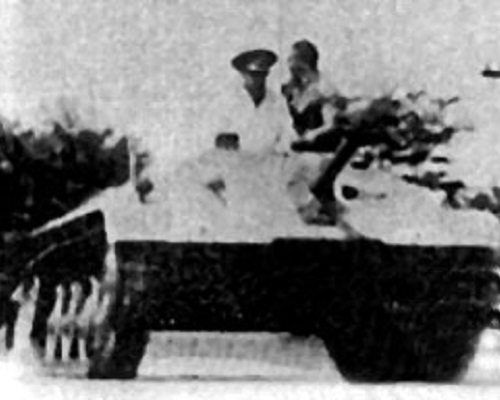
M-05

Dès les premiers jours de la Seconde Guerre mondiale, le manque de solutions antichars efficaces a été ressenti au sein des unités de blindés de l'armée roumaine. La situation s'est dégradée pendant les rencontres, en 1942, entre les tankistes roumains et les chars soviétiques T-34 et KV-1. En conséquence, la direction de l'armée roumaine a proposé le développement d'un chasseur de chars léger, très mobile, avec une grande puissance de feu, et étant dans les capacités de production de l'industrie roumaine.
L'équipe de recherche, formée du capitaine-ingénieur Gheorghe Simbotin et du major Nicolae Anghel, avait pour mission de réaliser, à partir de pièces détachées, un véhicule de combat parfaitement adapté aux conditions du front de l'Est. La solution a été d'adapter un canon antichar au châssis d'un char léger, par des essais successifs. Le matériel capturé aux soviétiques étant suffisant dans les dépôts de l'armée roumaine, le char T-60 a été choisi pour recevoir un canon soviétique, l'obusier de 122 mm M1938 (erronément décrit dans la documentation roumaine comme un canon « Putilov-Obuhov M1904-1930 de calibre 121,9 mm »). Une mitrailleuse ZB-53 (en) de calibre 7,92 mm était également prévue. Le véhicule n'avait pas de tourelle et son compartiment de combat était blindé sur sa partie supérieure, avec 4 plaques d'acier d'une épaisseur de 10-20 mm. Le prototype a été réalisé par les usines Rogifer (antérieurement connues sous le nom de Malaxa) à Bucarest, avec l'aide des ingénieurs Ghiulai et Veres.
Le premier prototype, baptisé Mareșal - ayant l'indicatif M-00, a été essayé dans le polygone de Sudiți, près de Slobozia, le 30 juillet 1943. Le châssis a résisté au premier recul du puissant canon de 121,9 mm, mais des problèmes liés à l'ancrage du canon ont été révélés. L'essai a quand même été un succès pour le petit chasseur de chars, ce qui a encouragé le développement du projet.
Les relations étant complexes entre l'armée et l'industrie, un comité de supervision du projet a été mis en place en août 1943, au niveau du cabinet du maréchal Ion Antonescu. Les prototypes améliorés M-01, M-02, et M-03, ont été construits, par l'équipe jusqu'à mi-octobre, dans des ateliers mis à sa disposition aux usines Rogifer (en). 
Ces véhicules avaient plusieurs différences par rapport au M-00 : ils étaient plus longs de 43,2 cm et plus larges de 13,4 cm ; de plus, le compartiment blindé était soudé, et son intérieur compartimenté, ce qui rendait le véhicule plus robuste. L'équipage était composé de deux personnes, assises en côte-à-côte dans la partie frontale du compartiment de combat. Le conducteur, situé à droite, avait aussi le rôle de tireur, et le chargeur, quant à lui, était situé dans une position au centre et à la gauche du compartiment. Le canon utilisait un projectile à charge creuse, spécialement conçu pour le combat antichar.
Le 23 octobre 1943, les trois prototypes ont été essayés dans le polygone de Sudiți, en présence du maréchal Ion Antonescu. À cette occasion, le canon antichar Reșița 1943 de 75 mm (en) a été essayé et a montré des qualités exceptionnelles. Vu cette très bonne prestation, et à la suggestion du colonel Paul Draghiescu, la décision a été prise d'utiliser le canon Reșița 1943 à la place des canons soviétiques capturés dans les modèles suivants du Mareșal. Cette modification a été incorporée dès le prototype M-04.
Dès la fin des essais, le major Nicolae Anghel, chef de l'équipe projet, ainsi que les directeurs des usines Rogifer, ont effectué un déplacement en Allemagne pour se familiariser avec les lignes de montage pour les blindés. Les préparations pour la production en série ont commencé en novembre ; une commission a été mise en place et envoyée en France pour commander 1 000 moteurs Hotchkiss, et un technicien roumain a été détaché auprès du Haut commandement allemand, pour obtenir les pièces et sous-ensembles qui devait être importés d'Allemagne. 
En janvier 1944, le prototype M-04 a été finalisé. Il était équipé d'un moteur Hotchkiss H-39 de 120 chevaux, et du nouveau canon Reșița M1943, et pesait 10 tonnes. En février, il a été envoyé au polygone de tir de Sudiți pour évaluation. Le châssis a résisté encore une fois au recul du canon. Les essais du M-04 ont été aussi évalués par deux représentants du Haut commandement allemand, qui ont été impressionnés par la manœuvrabilité et la mobilité du chasseur de chars. En parallèle, la Roumanie a réussi à signer des contrats avec plusieurs fournisseurs français, suisses et suédois, pour l’acquisition de composants. Quant à l'Allemagne, même si elle n’était pas obligée, elle a offert de l'aide au développement du projet, par le détachement de spécialistes aux usines Rogifer, et par la livraison de sous-ensembles, d'éléments d'optique, de plaques de blindage, d'appareils radio, etc. En même temps, l'assemblage des sous-ensembles provenant de l'étranger par l'industrie roumaine, dans un délai d'un an, a été planifié.
En mars 1944, l'ingénieur Wohlrath de l'entreprise Alkett et le lieutenant-colonel Valerian Nestorescu, concepteur du canon antichar Reșița M1943, ont rejoint l'équipe projet. Pendant cette période, les travaux portèrent sur les prototypes M-05 et M-06, sur lesquels on n'utilisait plus le châssis du char T-60. Le M-05 a été finalisé en mai 1944 et a passé les essais le même mois. En juin, le chasseur de chars a été présenté au maréchal Antonescu, dans le cadre d'une compétition avec un Sturmgeschütz III et un canon Reșița de 75 mm. La prestation du chasseur de chars Mareșal a été très bonne, et, par la suite, une série de tests poussés, en conditions de combat, ont eu lieu, entre le 24 juillet et le 21 août 1944. Pendant ces essais, l'affût du canon céda, la session d'essai fut par conséquent arrêtée jusqu'au 31 août. Le 21 septembre, le prototype M-05 passa les essais, y compris les tests d'endurance. 
Le 26 octobre 1944, en invoquant les conditions de l'armistice avec la Roumanie (celle-ci étant entrée en guerre contre l'Allemagne et ses alliés), les Soviétiques confisquèrent les prototypes et tous les matériaux liés au chasseur de chars Mareșal.